# Eichenwaldgraben
Der Eichenwaldgraben ist ein kleines Fließgewässer im Süden von Nürnberg, das nicht ganzjährig Wasser führt und zu den Landgräben in Nürnberg zählt. Er ist ein linker Zufluss des Entengrabens.

## Geographie

### Verlauf

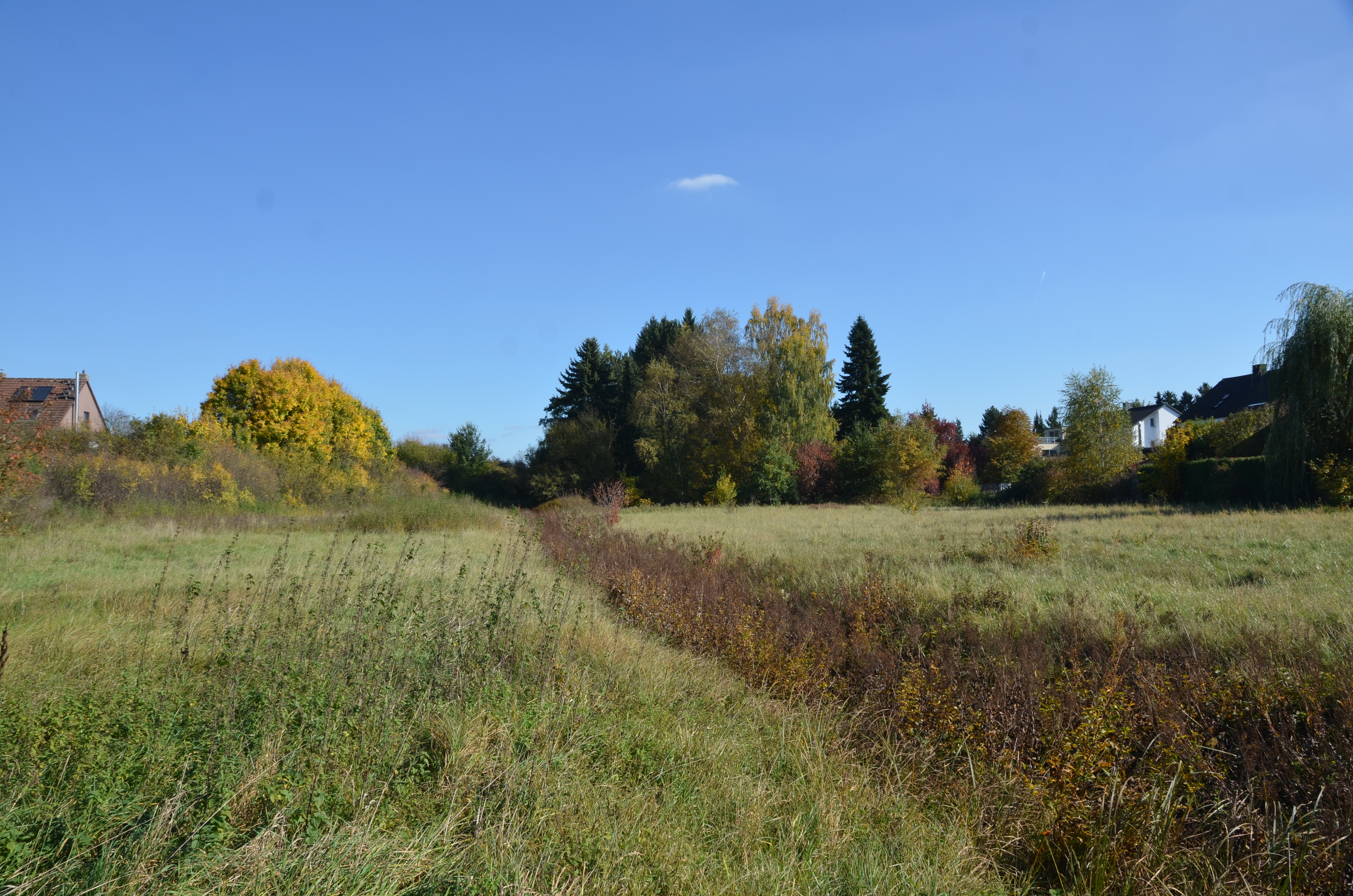
Rezente Aue des Eichenwaldgrabens mit feuchter Hochstaudenflur östlich des Marthwegs zwischen Weiherhaus und Pillenreuth (2017)

Der Eichenwaldgraben entspringt südöstlich des Nürnberger Stadtteils Worzeldorf im Lorenzer Reichswald, fließt nach Westen entlang dem Ludwig-Donau-Main-Kanal, dann durch Worzeldorf, durchquert bei Herpersdorf einige Fischweiher und passiert Weiherhaus. In einem schmalen Streifen zwischen Siedlungsbereichen wurden Wiesen im Talgrund stillgelegt und vom Bund Naturschutz mit Hilfe von Landwirten gepflegt sowie Hecken mit Beerensträuchern und hochstämmige Obstbäume (Birnen, Äpfel und Speierlinge) gepflanzt.
Der Eichwaldgraben unterquert den Main-Donau-Kanal und fließt durch Auwald sowie Eichen- und Hainbuchenwald, bevor er in Reichelsdorf zusammen mit dem Entengraben in einen Teich mündet. Der Teich wird durch den Entengraben entwässert und dieser mündet bei Gerasmühle (Nürnberg-Eibach) in die Rednitz. Am gegenüberliegenden Ufer steht ein Arboretum.

### Zufluss
In den Eichenwaldgraben mündet im Eibacher Forst vor Reichelsdorf von links und aus dem Südwesten der mit rund vier Kilometern hier nicht viel kürzere Gaulnhofer Graben.

## Natur und Umwelt

### Ökologie

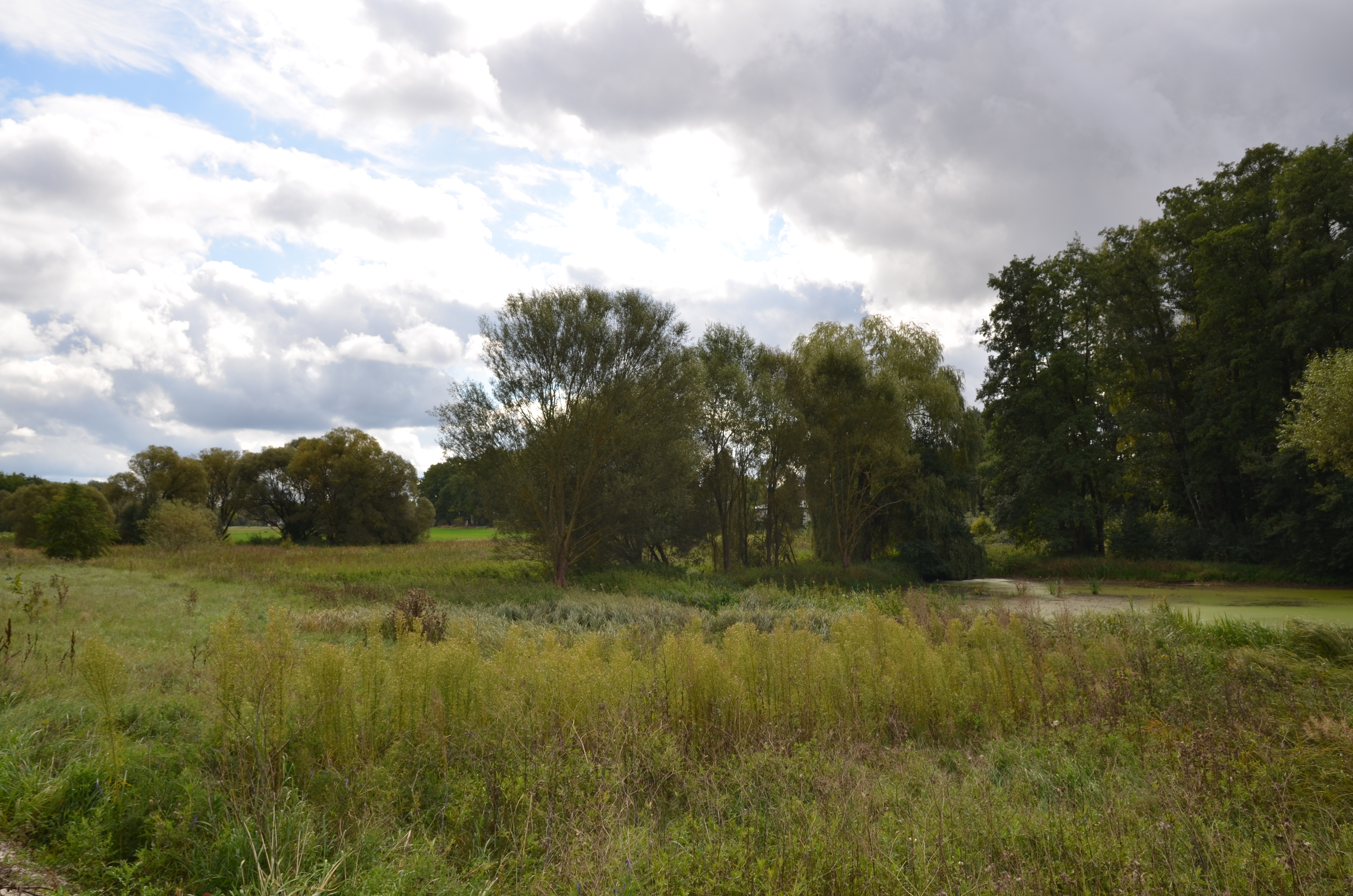
Blick auf die Auenlandschaft des Gaulnhofener Grabens mit dem Stockweiher im Vordergrund (2017)

Die Schadstoffbelastung des Eichenwaldgrabens ist bis an den Ortsrand von Reichelsdorf mäßig (Güteklasse II) und wird danach kritisch (Güteklasse II-III). Im Nürnberger Flächennutzungsplan von 2006 wurden für die 23 wichtigsten Gewässersysteme Pflegepläne festgelegt. Beim Eichenwaldgraben in Reichelsdorf soll der Gewässerlauf wieder durchgängig gemacht und starrer Uferverbau entfernt werden. Dabei arbeitet die Stadt Nürnberg mit Anwohnern, Naturschutzverbänden, Schulen, Bürgervereinen und dem Landschaftspflegeverband zusammen.
1300 wurde das Zeidelgut Pillenreuth auf einer königlichen Rodung am Eichenwaldgraben genannt.

### Schutzgebiete
- Der 344 Hektar große Landschaftsraum zwischen Hafen, Reichelsdorf, Neukatzwang, Weiherhaus und Gaulnhofen ist als Landschaftsschutzgebiet Eichenwaldgraben - Stockweiher ausgewiesen.[5]
- Der Eichenwaldgraben fließt östlich des Marthweges innerhalb des EU-Vogelschutzgebietes Nürnberger Reichswald.[6]

## Verkehr
In den 60er Jahren war im Bereich Weiherhaus/Herpersdorf auf einem breiten Grünstreifen am Eichenwaldgraben noch ein S-Bahnabzweig von Reichelsdorf über Weiherhaus nach Langwasser geplant. Nach dem aktuellen Projekt einer Stadtbahn nach Kornburg soll diese entlang des Eichenwaldgrabens verkehren.